# Joseph N’Do
Joseph Cyrille N’Do (* 28. April 1976 in Yaoundé) ist ein ehemaliger kamerunischer Fußballspieler.

## Karriere

### Klub
N’Do begann seine Laufbahn 1997 bei Cotonsport Garoua, mit denen er Landesmeister wurde. 1998 wechselte er nach Europa zu Neuchâtel Xamax in die Schweiz, nach nur einer Spielzeit wechselte er weiter in die Ligue 1 zu Racing Straßburg. 2001 wurde er mit dem Klub französischer Pokalsieger, verließ den Klub jedoch, da dieser aus der ersten Liga abstieg.
N’Do unterschrieb 2001 einen Vertrag bei Al-Khaleej in der Saudi Premier League. 2003 ging er nach China zu Chengdu Wuniu, kehrte aber schnell wieder nach Europa zurück und ging zu St Patrick’s Athletic in die League of Ireland.
Nach einer Spielzeit wechselte N’Do zu Shelbourne F.C. Besondere Aufmerksamkeit wurde ihm zuteil, als er beim Champions-League-Auswärtsspiel bei Steaua Bukarest Opfer rassistischer Beleidigungen wurde.
2006 wurde N’Do mit Shelbourne F.C. irischer Meister. Allerdings zerfiel die Mannschaft direkt im Anschluss an die Spielzeit aufgrund finanzieller Probleme, die im Lizenzentzug für den Verein gipfelten. N’Do spielte daraufhin für St Patrick’s Athletic, die Shamrock Rovers und Bohemians Dublin, mit welchem er die irische Meisterschaft 2009 gewinnen konnte. 2010 wechselte er schließlich zu den Sligo Rovers. Dort konnte er die irische Meisterschaft 2012, den irischen Pokal 2010 und 2011 sowie die Ligapokal 2010 gewinnen. In der Saison 2014 kam er nur noch selten zum Einsatz und wechselte während der Spielzeit zu Ligakonkurrent Limerick 37. Dort kam er nur zu drei Kurzeinsätzen und spielte von 2015 bis 2016 noch einmal im irischen Amateurfußball, wonach er seine Karriere dann auch beendete.

### Nationalmannschaft
Zwischen 1998 und 2002 war N’Do kamerunischer Nationalspieler. Er bestritt 21 Partien, ein Torerfolg blieb ihm dabei verwehrt. Er nahm an den Weltmeisterschaften 1998, wo er drei Spiele bestritt, und 2002, bei der er nicht zum Einsatz kam, teil. Nach dem Turnier 2002 wurde er nicht mehr berücksichtigt und hat mittlerweile geäußert, kein Interesse mehr zu haben, für die Auswahl aufzulaufen.